# Strombinoturris crockeri
Strombinoturris crockeri é uma espécie de gastrópode do gênero Strombinoturris, pertencente a família Clathurellidae.